# Перник
Пе́рник — город в Болгарии. Административный центр муниципального района Перник и Перникской области. Крупнейший в Западной Болгарии после Софии.

## Географическое положение
Перник находится в юго-западной части Болгарии, в Перникской котловине в долине реки Струма.
На западе граничит с Республикой Сербией, на юго-западе — с Кюстендилом, на севере — с Софийской областью и столицей Софией. Город расположен у подножья гор Витоша, Голо Бърдо и Люлин. Город расположен на высоте от 700 до 850 м над уровнем моря.

## Климат
В составе одной из умеренно континентальных климатических областей.

## История
Название города Перник (Перуник, Периник) происходит от имени славянского бога Перуна).
В 1004 и 1016 был осаждён византийскими войсками, в 1018 году взят ими и включён в состав Византийской империи.
С 1204 года в составе второго Болгарского царства, так и не вошел в состав Османской империи, оставаясь независимым и в ХІV—XVIII вв. представлял собой небольшое село
После завершения русско-турецкой войны 1877—1878 с 1878 года в составе Болгарии.
Толчок развитию Перника дала промышленная разработка буроугольных месторождений (в 1891 здесь был пущен в эксплуатацию первый рудник «Государственная шахта Перник»).
В 1893 году через город была проложена первая железнодорожная линия (Перник — Владая — София).
В 1895 году здесь начала работу первая обогатительная фабрика. В дальнейшем, в конце XIX — начале XX вв. Перник превратился в один из главных промышленных центров Болгарии.
18 июня 1906 года здесь началась первая в истории Болгарии массовая стачка шахтёров, которая продолжалась до 24 июля 1906 года.
26 июня 1929 года Перник получил статус города. В 1934 году австрийский предприниматель привёз в Перник две старые электропечи и прокатные клети (после чего здесь было создано первое металлургическое предприятие в стране).
В сентябре 1944 года город стал одним из центров восстания против прогерманского правительства.
В 1944 году город стал центром околии. В 1946 году численность населения составляла 29 тыс. человек. В дальнейшем, здесь началось развитие угольной и тяжелой промышленности. Одновременно с индустриализацией проводилось благоустройство и озеленение города (здесь были построены театр, больницы и амбулатории, многоэтажные дома, высажены сады).
С 20 июля 1949 до 19 января 1962 года город назывался Димитрово (в честь премьер-министра Георгия Димитрова), в дальнейшем было восстановлено имя Перник.
В соответствии с 1-м пятилетним планом развития народного хозяйства страны в городе была построена тепловая электростанция «Республика», а на окраине города началось строительство 1-й очереди металлургического комбината им. В. И. Ленина.
В 1953 году здесь был открыт региональный исторический музей, в 1957 году — Дворец культуры, в 1958 году — художественная галерея.
С 1966 года в городе проходит крупнейший в Восточной Европе фестиваль маскарадных игр «Сурва».
В 1974 году численность населения города составляла 84 тыс. жителей, город являлся важным центром тяжёлой промышленности страны. Основой экономики являлись добыча бурого угля, производство электроэнергии (ТЭС «Республика» и ТЭС «Перник»), чёрная металлургия (комбинат им. В. И. Ленина), машиностроение (горное оборудование и др.), стекольный и пектиновый заводы.
В 1975 году здесь был создан камерный оркестр «Орфей».
В 1985 году численность населения города составляла 95 тыс. человек, основой экономики являлись добыча бурого угля, металлургия, машиностроение и цементная промышленность. В 1986 году в бывшей шахте «Перник» открыли музей горного дела.
В 1990-е гг. значение Перника как крупного индустриального центра снизилось.
С 1999 года Перник является центром области. 22 мая 2012 года город пострадал от землетрясения.

## Население
| Год  | Население |
| ---- | --------- |
| 1985 | 94 155    |
| 1992 | 90 549    |
| 2000 | 86 112    |
| 2005 | 81 674    |
| 2010 | 78 920    |

## Религия
Самой распространённой религией в Пернике и прилегающих к нему территориях является восточное православие. Большинство жителей города (более 95 %) заявляют, что они болгары по происхождению. В этом районе нет мечетей, синагог или католических церквей. В Пернике более 60 действующих и 20 недействующих православных церквей. Самая старая церковь города — «Святой Георгий», построенная в 1843 году в районе Карвавото в юго-западной части города.
На территории города находится евангельская пятидесятническая церковь, которая была основана в 1920, а с 1931 входит в Союз евангельских пятидесятнических церквей Болгарии. Церковь расположена по адресу ул. Алеко Константинова, 10.

## Транспорт
После того, как в 1947 году через город была проложена вторая железнодорожная линия (Димитрово — Волуяк — София), город стал железнодорожным узлом.
После строительства шоссе через Владайское ущелье город стал центром пересечения нескольких автомобильных дорог.

## Политическая ситуация
Кмет (мэр) общины Перник — Росица Йорданова Янакиева (коалиция в составе 2 партий: Болгарская социал-демократия (БСД), Болгарская социалистическая партия (БСП)) по результатам выборов в правление общины.

## Знаменитые жители
- Константинов Иван — болгарский коммунист похоронен на Красной площади в Москве.
- Димитров, Георгий Михайлович — деятель болгарского и международного коммунистического движения. В 1937—1945 годах — депутат Верховного Совета СССР.
- Пырванов, Георгий Седефчов — болгарский политик, президент Болгарии в 2002—2006 и 2006—2012 гг.
- Бриго Аспарухов — болгарский разведчик и политик.
- Здравка Евтимова — писатель и переводчик.
- Боян Радев — спортсмен, коллекционер произведений искусства, меценат.
- bg:Антония Петрова — Мисс Болгария-2009.

## Города-побратимы
- Грац, Австрия
- Орша, Белоруссия
- Тузла, Босния и Герцеговина
- Кардифф, Уэльс (Великобритания)
- Магдебург, Германия
- Лейпциг, Германия
- Афины, Греция
- Салоники, Греция
- Орхус, Дания
- Милан, Италия
- Скопье, Северная Македония
- Велес, Северная Македония
- Битола, Северная Македония
- Люблин, Польша
- Белград, Сербия
- Лесковац, Сербия
- Любляна, Словения
- Лас Вегас, США
- Бурса, Турция
- Луганск, Украина
- Кан, Франция
- Загреб, Хорватия
- Лозанна, Швейцария
- Рожае, Черногория
- Острава, Чехия
- Электросталь, Россия
- Балашиха, Россия